# Tusenøyane
Les Tusenøyane (en français : les mille îles) sont un archipel inhabité de Norvège, dans le Sud-Est du Svalbard, à 225 km de Longyearbyen et à 20 km au sud d'Edgeøya.. 

## Géographie
L'archipel est formé de plusieurs groupes d'îles, d'îles isolées, d'îlots et de rochers dont la plupart ne sont pas nommés, tout comme le sont d'ailleurs les points culminants de chacune des îles de l'archipel.

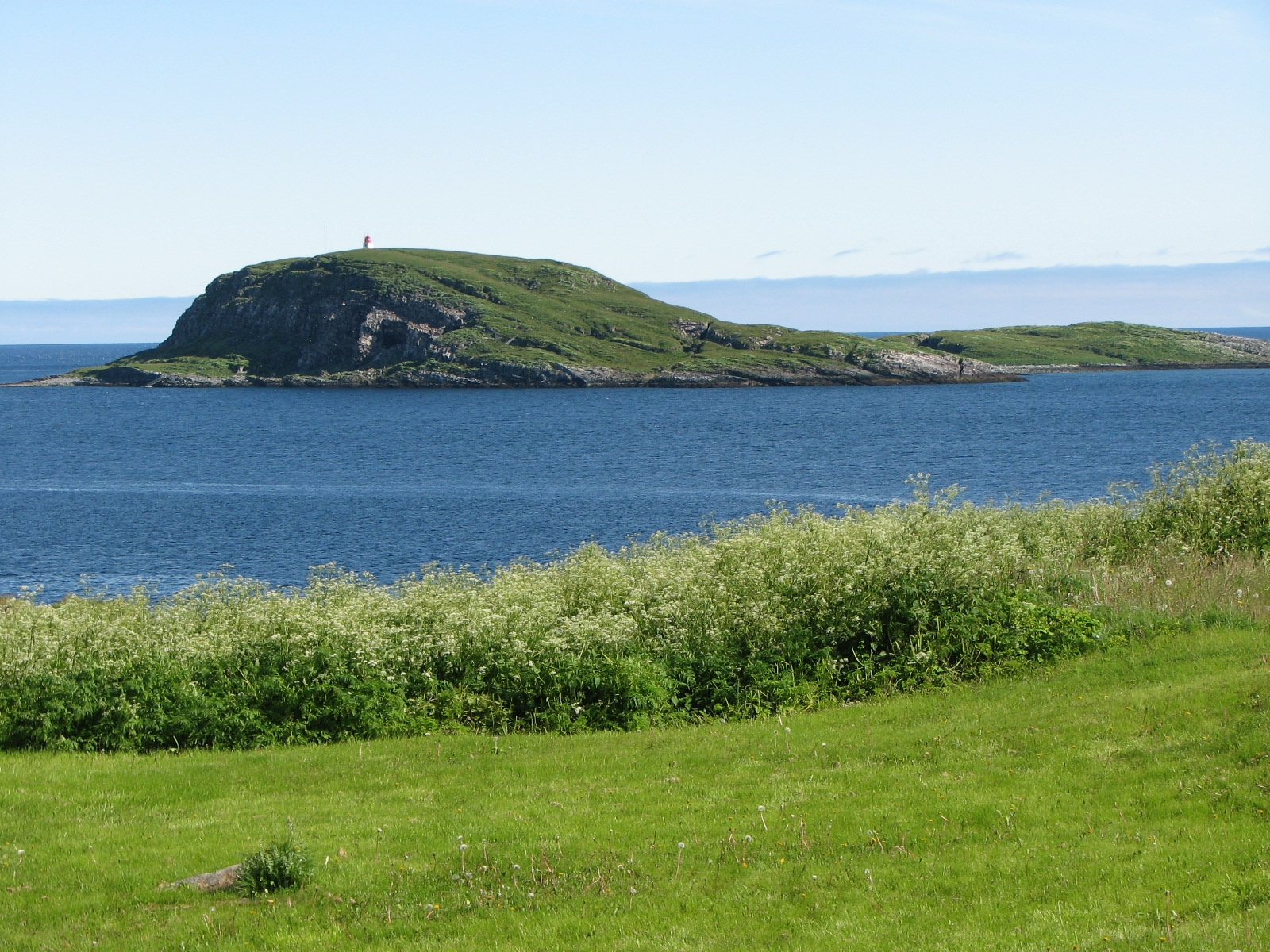
L'île Hornøya

Les différents archipels formant les Tusenøyane sont, en allant du nord-ouest au sud-est :
- Kong Ludvigøyane
- Bölscheøya
- Menkeøyane
- Meinickeøyane
- Brækmoholmane
- Tiholmane
- Schareholmane
- Kulstadholmane

## Géologie
La plupart de ces îles sont formées de basalte.

## Histoire
L'archipel a été cartographié et nommé pour la première fois en 1614 par l'explorateur hollandais Joris Carolus. Sur la carte de la Compagnie de Moscovie, en 1625, apparaissent des îles au sud d'Edgeøya. En 1820, l'explorateur et scientifique anglais William Scoresby donne à l'archipel son nom actuel.
L'archipel fut une base pour les Russes qui pratiquaient la chasse à la baleine de 1700 à 1850.
Depuis 1973, l'archipel fait partie de la réserve naturelle de Søraust-Svalbard.